# Taxithelium andongense
Taxithelium andongense är en bladmossart som beskrevs av Brotherus 1908. Taxithelium andongense ingår i släktet Taxithelium och familjen Sematophyllaceae. Inga underarter finns listade i Catalogue of Life.